# سجل مستودعات الوصول الحر

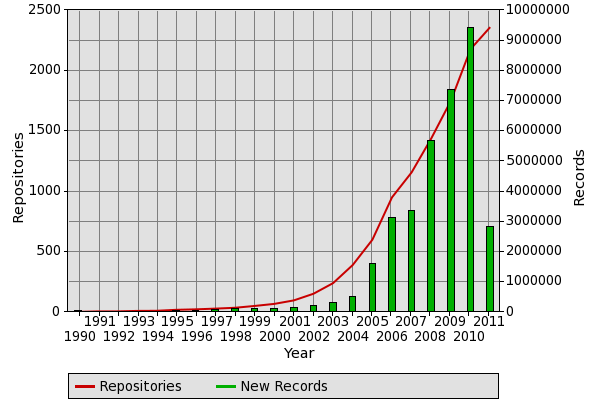
خريطة نمو سجل مستودعات الوصول الحر للمستودعات والمحتويات، 1 أغسطس 2011

سجل مستودعات الوصول الحر (ROAR) هو سجل عالمي مزود بإمكانية البحث يهدف إلى فهرسة عملية إنشاء مستودعات مؤسسية ذات إمكانية الوصول الحر وفهرسة موقعها ونموها ومحتوياتها. تأسس سجل مستودعات الوصول الحر بواسطة برنامج إي برينتس في جامعة ساوثهامبتون عام 2003. وحتى هذه اللحظة، تم تسجيل زهاء 2500 مستودع مؤسسي ومستودع مشترك بين المؤسسات في سجل مستودعات الوصول الحر.
إن قاعدة البيانات المعروفة باسم سجل سياسات أرشفة مستودعات الوصول الحر (ROARMAP) عبارة عن سجل عالمي يمكن البحث فيه مصصم لعرض رسوم بيانية توضح نمو سياسة إمكانية الوصول الحر التي تنتهجها الجامعات، ومؤسسات البحث، وجهات تمويل لأبحاث التي تطلب من الباحثين توفير إمكانية الوصول الحر لناتج البحث الذي خضع لمراجعة الأقران من خلال إيداعه في أحد مستودعات الوصول الحر.

## وصلات خارجية
1. Official site of ROAR
2. Official site of ROARMAP